# Bugetul stabilit
Un buget stabilit include toate pachetele de consum posibile pe care cineva și le poate permite, având în vedere prețurile bunurilor și nivelul venitului persoanei sau unei organizații. Un buget stabilit este limitat la nivel superior de o valoare numerică pentru constrângere bugetară. 
Din punct de vedere grafic, toate pachetele de consum care se încadrează în constrângerile bugetare situate în bugetul stabilit și în bugetul stabilit sau în oportunitatea stabilită.
În majoritatea definițiilor, bugetele stabilite trebuie să fie compacte și convexe.

## Exprimare
Încadrarea în bugetul pentru cumpărarea unor produse cu prețuri cunoscute pi si cantități ci se poate verifica prin următoarele egalități ce exprimă costul total:
{\displaystyle P=\geq p_{1}c_{1}+p_{2}c_{2}+...+p_{n}c_{n}}
{\displaystyle C=c_{1}+c_{2}+...+c_{n}}